# Phaisztoszi korong

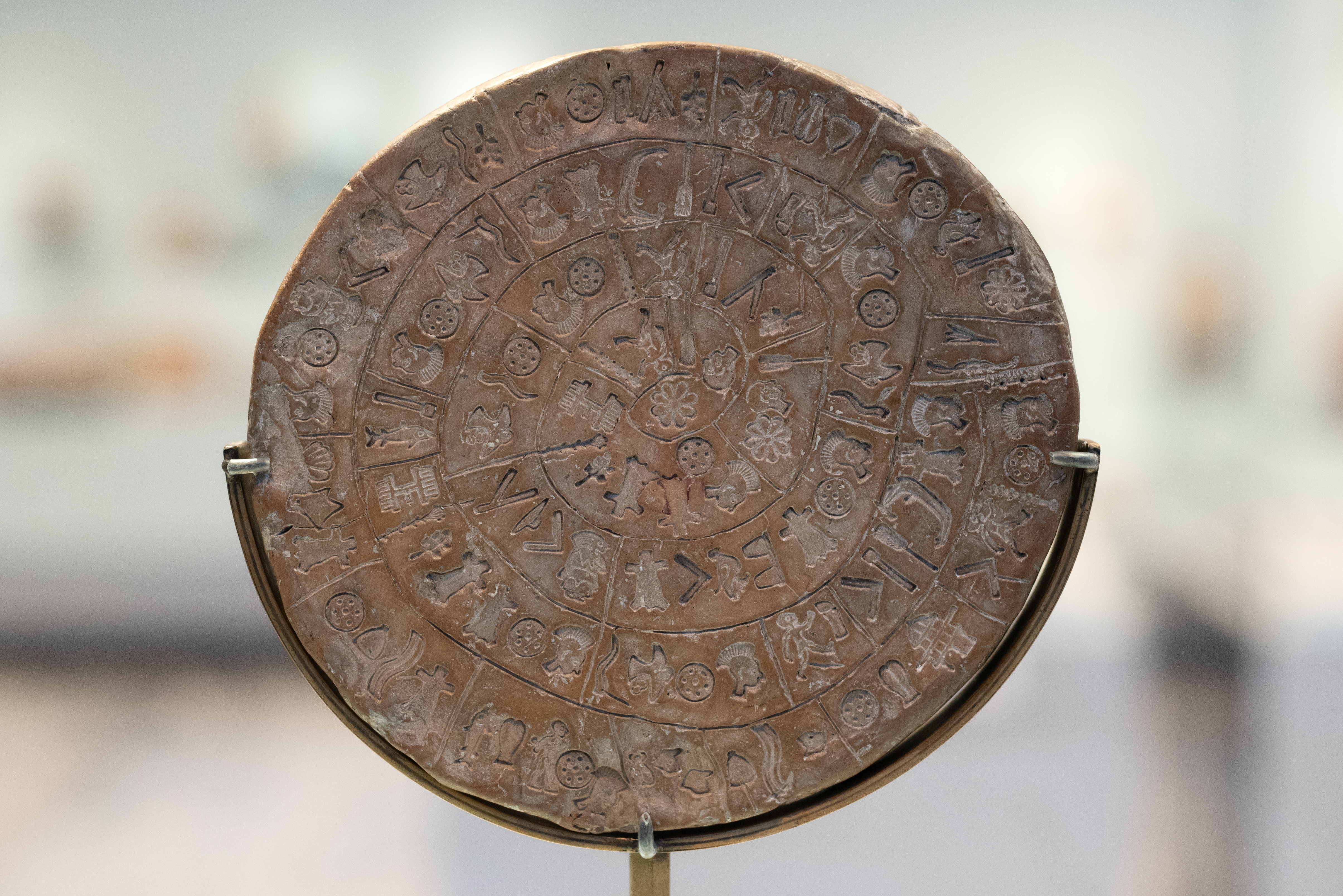
A Phaisztoszi korong

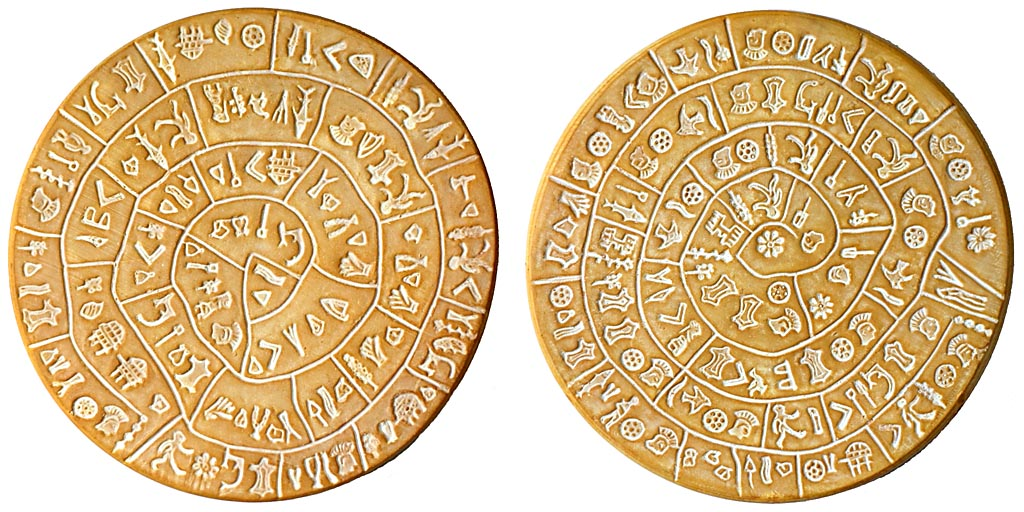
A Phaisztoszi korong másolata

A phaisztoszi korong a bronzkori minószi kultúra legfontosabb lelete, 15 cm-es írásos agyagkorong, amit az iraklioni Régészeti Múzeumban őriznek (Kréta, Görögország). A korongon a jeleket rápecsételték az agyagkorongra, előre elkészített pecsétlőkkel belenyomták, és így hoztak létre összefüggő szöveget. A felirat értelmét eddig nem sikerült megfejteni.

## Felfedezése
A Hagia Triada közelében került elő az ásatáson a 101-gyel megjelölt épület 8-as szobája alól, 1908. július harmadikán. Megtalálója Luigi Pernier olasz archeológus volt.
A korong egy templom alagsorából került elő, amit tárhelynek használtak. Ezek az alagsori szobák csak felülről voltak megközelíthetőek, belsejük a Santorini-vulkán kitörésekor keletkezett hamuval és földdel volt tele. A számos földrengés következtében egy részük be is omlott. Az alagsorban csak föld és állati eredetű csontok voltak. A cella északi oldalán találtak egy hasonló korongot, amely jellegzetes krétai lineáris A írást tartalmazott.

## Eredetisége és korának meghatározása

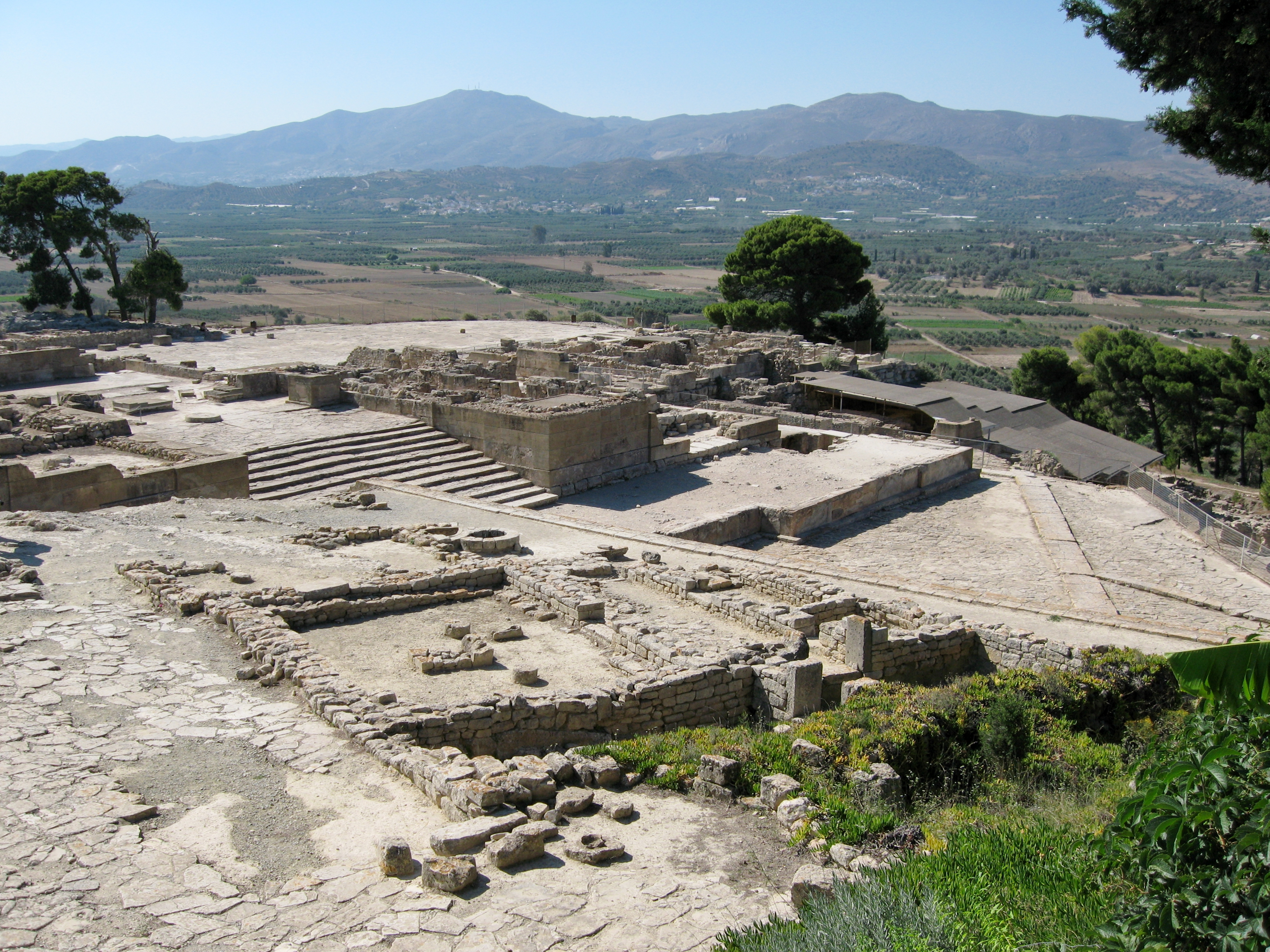
Phaisztosz

Yves Duhoux (1977), Luigi Pernier feljegyzései alapján a korong keletkezésének idejét Kr. e. 1850 és Kr. e. 1600 közé tette, ami azt jelenti, hogy a minószi civilizáció középső korszakából való. Jeppesen (1963) a Pernier jegyzetek hibás fordítására támaszkodva Kr. e. 1400 előtti időkre teszi a korong eredetét. Pernier jelentéseiben kételkedve Louis Godart (1990) saját kutatásai alapján azt állította, hogy a korong a középső vagy a késői minószi civilizáció alkotása. J. Best (2004) szerint valamikor a Kr. e. 14. században keletkezett.
Jerome Eisenberg műtárgyak eredetiségvizsgálatával foglalkozó szakember szerint a korong és az azon talált megfejtetlen szöveg valójában egy modern hamisítvány lehet, amelyet Pernier hozhatott létre. A görög hatóságok eddig (2008. szeptember vége) nem tették lehetővé, hogy Eisenberg személyesen is megvizsgálja a tárgyat, és a termolumineszcenciás vizsgálathoz sem járultak hozzá.

## Hasonló korongok
A phaisztoszi korong egyedi felfedezésnek bizonyult, a jelekkel teljességében megegyező feliratot tartalmazó lelet nem került elő. Számos más leleten találhatók hasonló feliratok, krétai hieroglifák. Az első ilyen lelet egy krétai város, Arkalokhóri mellett található barlangból került elő, a Szpirídon Nikoláu Marinátosz által felfedezett arkalokhóri balta. További hasonló jeleket tartalmazó tárgy a Malia városban talált oltárkő.

## Technika
A korongon található feliratokat láthatóan előre elkészített formákkal (présminták) nyomták az agyagtáblára, spirálisan haladva kívülről befelé (vagy fordítva). Ezt követően az agyagkorongot magas hőfokon kiégették. A phaisztoszi korong egyediségét ez a „nyomtatási” technika adja: a korong pecsétnyomatok sokasága, melynek jeleit domború mintával nyomták az agyagba. A pecsételés és a pecséthengeres sorminták alkalmazása már régi mezopotámiai hagyomány, de ez az első ismert példája annak, hogy több különböző pecsétnyomó lenyomatával szöveget „nyomtattak”.

## Feliratok
A korong tartalma mindmáig (2014) rejtély, a szakértők szerint az a legvalószínűbb, hogy egy naphimnuszt, vagy egy verses formába szedett teremtéstörténetet tartalmaz.

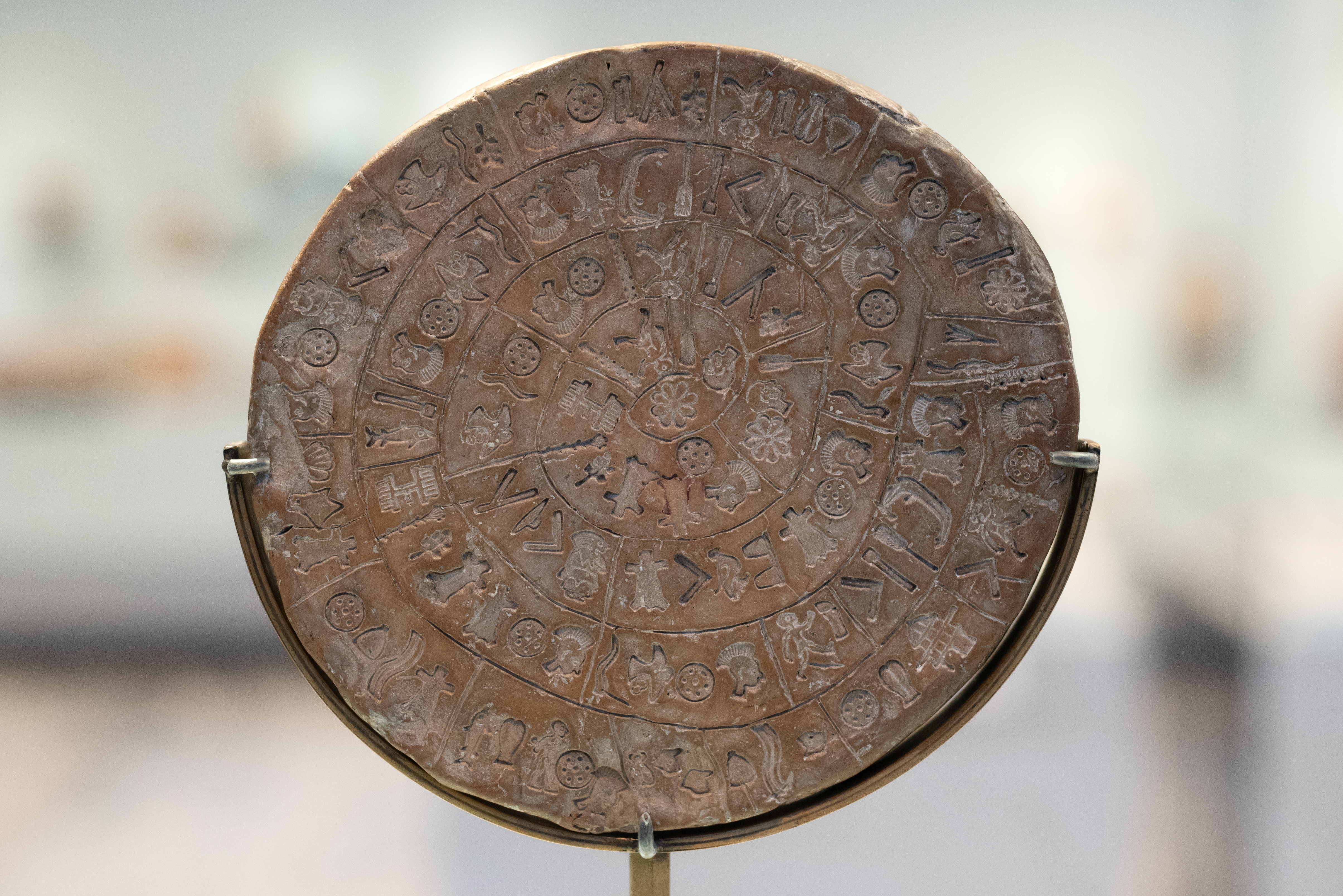
A oldal (eredeti példány)
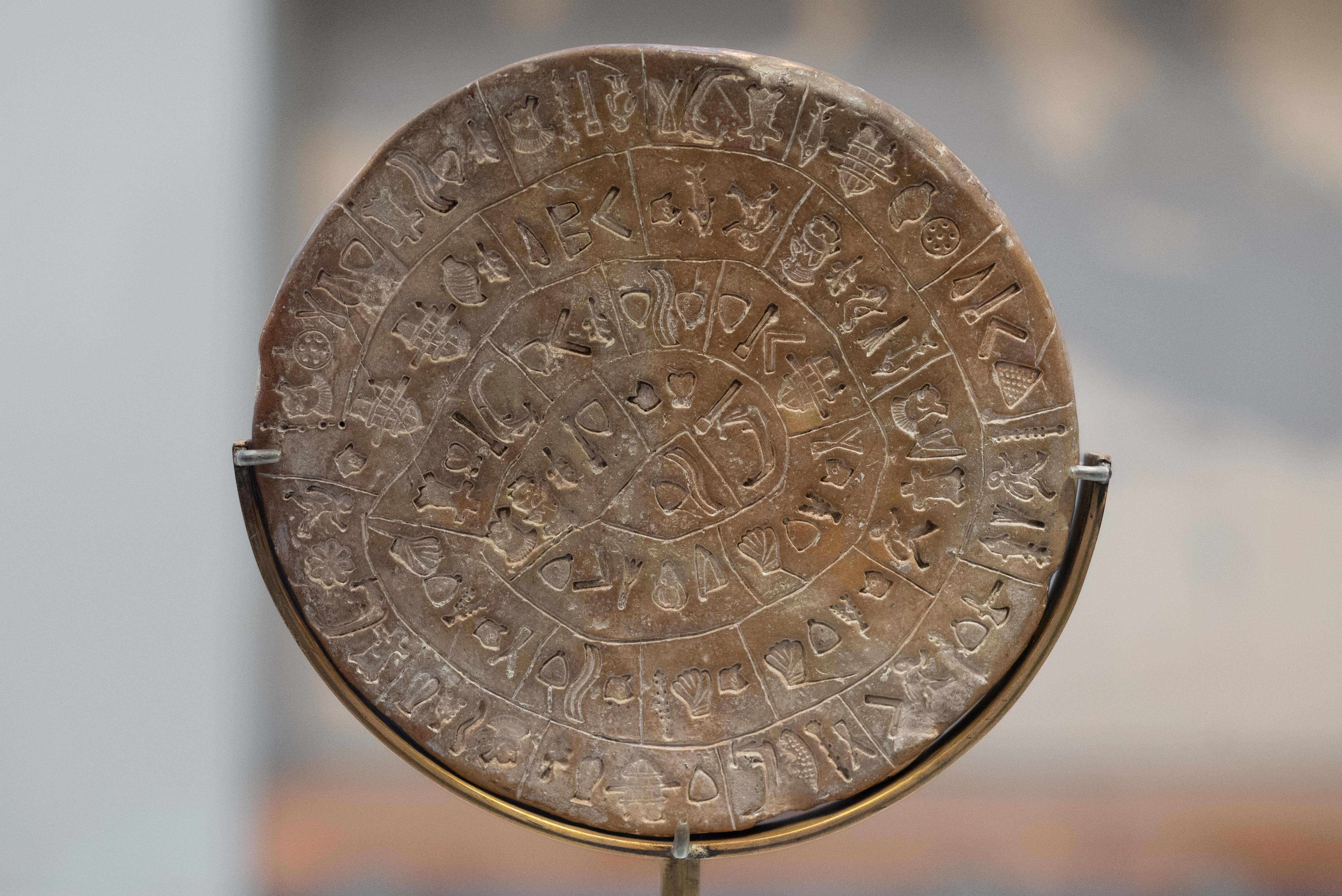
B oldal (eredeti példány)
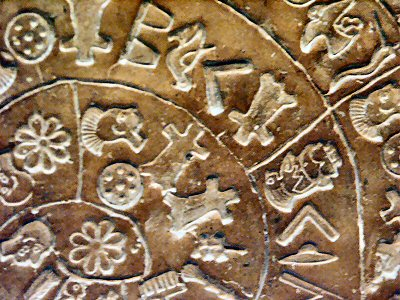
1. részlet
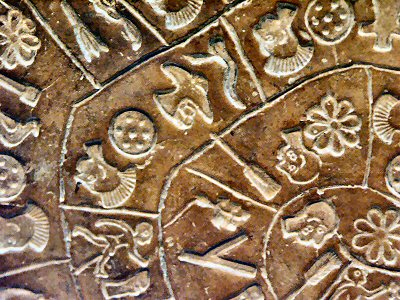
2. részlet
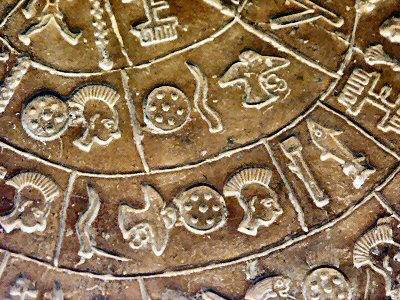
3. részlet
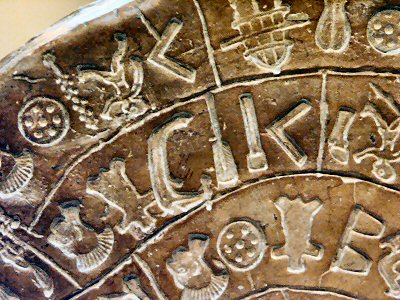
4. részlet

### Unicode-térkép
| Unicode-térkép |   |   |   |   |   |   |   |   |   |   |   |   |   |   |   |   |
|                | 0 | 1 | 2 | 3 | 4 | 5 | 6 | 7 | 8 | 9 | A | B | C | D | E | F |
| U+101Dx        | 𐇐 | 𐇑 | 𐇒 | 𐇓 | 𐇔 | 𐇕 | 𐇖 | 𐇗 | 𐇘 | 𐇙 | 𐇚 | 𐇛 | 𐇜 | 𐇝 | 𐇞 | 𐇟 |
| U+101Ex        | 𐇠 | 𐇡 | 𐇢 | 𐇣 | 𐇤 | 𐇥 | 𐇦 | 𐇧 | 𐇨 | 𐇩 | 𐇪 | 𐇫 | 𐇬 | 𐇭 | 𐇮 | 𐇯 |
| U+101Fx        | 𐇰 | 𐇱 | 𐇲 | 𐇳 | 𐇴 | 𐇵 | 𐇶 | 𐇷 | 𐇸 | 𐇹 | 𐇺 | 𐇻 | 𐇼 | 𐇽  |   |   |

### Jellista
A korongon 241 szimbólum található, amely 45 egyedi jelet foglal magába. A 45 jel közül a legtöbb könnyen beazonosítható mindennapi dolgokat reprezentál. A szimbólumok vékony vonalakkal 18 partícióra (szóra) vannak osztva. Több helyen javítások nyomai láthatók. A 45 szimbólumot Arthur Evans 01-től 45-ig számokkal látta el, ezeket a számokat használják a mai napig a régészek. Néhány jelet összehasonlítottak a lineáris A írás jeleivel valamint más hasonló írásjelekkel is. Más kutatók (J. Best, S. Davis) hasonlóságot mutattak ki a korongon található jelek és az anatoliai hieroglifák, valamint az egyiptomi hieroglifák között (A. Cuny). A lent látható táblázatban a szimbólumok valamint Louis Godart (1995) elnevezései láthatók:
| №  | Szimbólum | Phaisztoszi korongon látható jel (Godart-féle név) | Leírás                                                         | Előfordulás | Megjegyzések                                 |
| 01 | 01        | GYALOGOS                                           | gyalogló emberi figura                                         | 11          |                                              |
| 02 | 02        | TOLLAS FEJ                                         | emberi fej sisakkal                                            | 19          | a leggyakoribb szimbólum                     |
| 03 | 03        | TETOVÁLT FEJ                                       | egy kopasz fej profilból, tetoválással vagy ékszerrel az arcán | 2           |                                              |
| 04 | 04        | FOGOLY                                             | álló ember összekulcsolt kezekkel                              | 1           |                                              |
| 05 | 05        | GYERMEK                                            |                                                                | 1           |                                              |
| 06 | 06        | NŐ                                                 |                                                                | 4           |                                              |
| 07 | 07        | SISAK                                              | női mell, csengettyű alakú szimbólum                           | 18          |                                              |
| 08 | 08        | KESZTYŰ                                            |                                                                | 5           |                                              |
| 09 | 09        | FEJDÍSZ                                            |                                                                | 2           |                                              |
| 10 | 10        | NYÍLVESSZŐ                                         |                                                                | 4           | csak az A oldalon látható                    |
| 11 | 11        | ÍJ                                                 |                                                                | 1           |                                              |
| 12 | 12        | VÉDELEM                                            |                                                                | 17          | 12-szer fordul elő úgy, hogy előtte a 02 van |
| 13 | 13        | BOT                                                |                                                                | 6           |                                              |
| 14 | 14        | BILINCS                                            |                                                                | 2           |                                              |
| 15 | 15        | CSÁKÁNY                                            |                                                                | 1           |                                              |
| 16 | 16        | Fűrész                                             | kés                                                            | 2           |                                              |
| 17 | 17        | FEDŐ                                               | bőrvágó szerszám                                               | 1           |                                              |
| 18 | 18        | BUMERÁNG                                           | ács szögmérő                                                   | 12          |                                              |
| 19 | 19        | ÁCS SZÖGMÉRŐSZERSZÁM                               | Y alak                                                         | 3           | csak az A oldalon                            |
| 20 | 20        | DOLIUM                                             | fülesedény                                                     | 2           |                                              |
| 21 | 21        | FÉSŰ                                               | palota tervrajz (?)                                            | 2           |                                              |
| 22 | 22        | PARITTYA                                           |                                                                | 5           | Csak a B oldalon                             |
| 23 | 23        | OSZLOP                                             | kocka fejű fakalapács                                          | 11          |                                              |
| 24 | 24        | MÉHKAPTÁR                                          | pagodaszerű épület                                             | 6           |                                              |
| 25 | 25        | HAJÓ                                               |                                                                | 7           |                                              |
| 26 | 26        | DUDA                                               | ökör                                                           | 6           |                                              |
| 27 | 27        | BŐR                                                | állati, valószínűleg marháé                                    | 15          |                                              |
| 28 | 28        | BIKALÁB                                            |                                                                | 2           |                                              |
| 29 | 29        | MACSKA                                             | Csak a feje                                                    | 11          |                                              |
| 30 | 30        | KOS                                                | szarvas, juh feje                                              | 1           |                                              |
| 31 | 31        | SAS                                                | repülő madár                                                   | 5           | csak az A oldalon                            |
| 32 | 32        | GALAMB                                             | ülő galamb                                                     | 3           |                                              |
| 33 | 33        | TONHAL                                             | hal                                                            | 6           |                                              |
| 34 | 34        | MÉH                                                | rovar, valószínűleg méh                                        | 3           |                                              |
| 35 | 35        | PLATÁNFA                                           | (Platanus orientalis)                                          | 11          |                                              |
| 36 | 36        | SZŐLŐ                                              | olajág                                                         | 4           | Csak a B oldalon                             |
| 37 | 37        | PAPIRUSZ                                           | növény virággal                                                | 4           |                                              |
| 38 | 38        | RÓZSADÍSZ                                          | rozetta                                                        | 4           |                                              |
| 39 | 39        | LILIOM                                             | Ψ forma                                                        | 4           |                                              |
| 40 | 40        | MARHA HÁTSÓJA                                      |                                                                | 6           |                                              |
| 41 | 41        | FUVOLA                                             |                                                                | 2           |                                              |
| 42 | 42        | RESZELŐ                                            |                                                                | 1           |                                              |
| 43 | 43        | SZŰRŐ                                              | háromszög belső szemcsézéssel                                  | 1           |                                              |
| 44 | 44        | KIS BALTA                                          |                                                                | 1           |                                              |
| 45 | 45        | HULLÁM                                             | víz                                                            | 6           |                                              |

A jelek előfordulásának gyakorisága a következő:
19-18-17-15-12-11-11-11-11-7-6-6-6-6-6-6-5-5-5-4-4-4-4-4-4-3-3-3-2-2-2-2-2-2-2-2-1-1-1-1-1-1-1-1-1

### A felirat
A korongon összesen 61 "szó" van, 31 az A oldalon és 30 a B oldalon. A szavak (szimbólum partíciók) kívülről befelé lettek megszámozva A1-től A31-ig és B1-től B30-ig. A legrövidebb szavak két szimbólumot tartalmaznak, a leghosszabb hét szimbólum hosszú.
Számos ferde vonás (/) is található a korongon, amelyeket nem pecsételték, hanem kézzel karcolták, és a „szó”  utolsó jeléhez csatolták. Jelentésük vita tárgya.
| (A1)  | (A2)  | (A3)  | (A4)     |
| (A5)  | (A6)  | (A7)  | (A8) [.] |
| (A9)  | (A10) | (A11) | (A12)    |
| (A13) | (A14) | (A15) | (A16)    |
| (A17) | (A18) | (A19) | (A20)    |
| (A21) | (A22) | (A23) | (A24)    |
| (A25) | (A26) | (A27) | (A28)    |
| (A29) | (A30) | (A31) |          |
| (B1)  | (B2)  | (B3)  | (B4)     |
| (B5)  | (B6)  | (B7)  | (B8)     |
| (B9)  | (B10) | (B11) | (B12)    |
| (B13) | (B14) | (B15) | (B16)    |
| (B17) | (B18) | (B19) | (B20)    |
| (B21) | (B22) | (B23) | (B24)    |
| (B25) | (B26) | (B27) | (B28)    |
| (B29) | (B30) |       |          |

Szám szerinti átírás (a szavakat "/" jel választja el):
A oldal:
02-12-13-01-18/ 24-40-12 29-45-07/ 29-29-34 02-12-04-40-33 27-45-07-12 27-44-08 02-12-06-18-? 31-26-35 02-12-41-19-35 01-41-40-07 02-12-32-23-38/ 39-11
02-27-25-10-23-18 28-01/ 02-12-31-26/ 02-12-27-27-35-37-21 33-23 02-12-31-26/ 02-27-25-10-23-18 28-01/ 02-12-31-26/ 02-12-27-14-32-18-27 06-18-17-19 31-26-12 02-12-13-01 23-19-35/ 10-03-38 02-12-27-27-35-37-21 13-01 10-03-38
B oldal:
02-12-22-40-07 27-45-07-35 02-37-23-05/ 22-25-27 33-24-20-12 16-23-18-43/ 13-01-39-33 15-07-13-01-18 22-37-42-25 07-24-40-35 02-26-36-40 27-25-38-01
29-24-24-20-35 16-14-18 29-33-01 06-35-32-39-33 02-09-27-01 29-36-07-08/ 29-08-13 29-45-07/ 22-29-36-07-08/ 27-34-23-25 07-18-35 07-45-07/ 07-23-18-24 22-29-36-07-08/ 09-30-39-18-07 02-06-35-23-07 29-34-23-25 45-07/
A "szavakban" a "tollas fej" szimbólum (02) fordul elő a leggyakrabban (19-szer), majd a "sisak" (07-es 18-szor) valamint "védelem" (12-es szimbólum 17-szer).

## Összehasonlítás más képírásokkal
Az alábbi táblázat egy-egy sorában szereplő képjelek nem a jelentés- vagy kiejtésbeni egyezőséget jelentik, hanem legtöbbször csupán a jelek hasonló alakját.
| phaisztosz | lineáris A írás      | lineáris B írás | arkalokhóri balta | luvi írás                              |
| 01         |                      |                 |                   |                                        |
| 02         |                      |                 | 04,07,10          | ; a2, (?)                              |
| 03         |                      |                 |                   | vagy CAPUT                             |
| 04         |                      |                 |                   |                                        |
| 05         |                      |                 |                   |                                        |
| 06         |                      |                 |                   |                                        |
| 07         |                      |                 |                   | ; vagy SIGILLUM, IUDEX, IUSTITIA, LUNA |
| 08         |                      |                 |                   |                                        |
| 09         |                      |                 |                   |                                        |
| 10         | AB79 zu              | zo              |                   | zi                                     |
| 11         |                      |                 |                   | ; SOL, SOL3                            |
| 12         | AB78 qe              | qe              |                   | PANIS, pax                             |
| 13         |                      |                 |                   |                                        |
| 14         |                      |                 |                   |                                        |
| 15         | A364 B232            |                 |                   | wa7, wi7                               |
| 16         | AB74 ze?             |                 |                   | ANNUS, zi3, li, ; VIR, zi2             |
| 17         | A322                 |                 |                   | la2, li, lu                            |
| 18         | AB37 ti              | ti              |                   | ; ta4, su, BONUS2                      |
| 19         | AB31 sa              | sa              | 11                |                                        |
| 20         |                      |                 |                   |                                        |
| 21         |                      |                 |                   |                                        |
| 22         | A318                 |                 |                   | THRONUS, MENSA                         |
| 23         | AB05 to vagy AB06 na | na              | 13                | na2                                    |
| 24         | AB54 wa              | wa              |                   | (?)                                    |
| 25         | AB86                 |                 |                   |                                        |
| 26         |                      |                 |                   | su2, CORNU                             |
| 27         |                      |                 |                   | si2                                    |
| 28         |                      |                 |                   | ; li2, UNGULA                          |
| 29         | AB80 ma              | ma              | 08                | ; LEO, BESTIA, ma                      |
| 30         | AB13 me, AB85?       | mu              |                   | ; LEO, BESTIA, ma                      |
| 31         | AB81 ku              | ku              |                   | ka2, SUB                               |
| 32         |                      |                 |                   | AVIS2                                  |
| 33         |                      |                 |                   | PISCIS                                 |
| 34         | AB39 pi              | pi              |                   | pi                                     |
| 35         | AB04 te              | te              | 09                | Telipinu                               |
| 36         | AB30 ni              | ni              |                   | wi                                     |
| 37         |                      | rai, ra3        |                   | (?)                                    |
| 38         |                      |                 |                   | ASTERISK                               |
| 39         | AB28 i               | i               | 02                | Tarḫunt (?) ḫatti, ḫa2                 |
| 40         | AB26 ru, AB27 re     | ru, re          |                   | ru2                                    |
| 41         |                      |                 |                   | (?)                                    |
| 42         |                      |                 |                   |                                        |
| 43         | AB66 ta2             | ta2             |                   | ta4, lix                               |
| 44         |                      |                 |                   |                                        |
| 45         | AB76 ra2             | ra2             |                   | ra                                     |

## Lásd még
- luvi írás
- arkalokhóri balta
- lineáris A írás
- lineáris B írás

## Válogatott bibliográfia
- Balistier, Thomas. The Phaistos Disc – an account of its unsolved mystery, Verlag Thomas Balistier, 2000.
- Chadwick, John. The Decipherment of Linear B, Cambridge University Press, 1958.
- Duhoux, Yves. Le disque de phaestos, Leuven, 1977.
- Duhoux, Yves. How not to decipher the Phaistos Disc, American Journal of Archaeology, Vol. 104, n° 3 (2000), p. 597-600 (PDF 5.9 Mb).
- Evans, A. J., Scripta Minoa, the written documents of Minoan Crete, with special reference to the archives of Knossos, Classic Books (1909), ISBN 0-7426-4005-1.
- Faure, P. "Tourne disque", l'énigme du disque de Phaistos, Notre Histoire n°213, October 2003 (PDF 0.7 Mb[halott link]).
- Godart, Louis. The Phaistos Disc – the enigma of an Aegean script, ITANOS Publications, 1995.
- Kober, Alice: The Minoan Scripts: Facts and Theory. 1948, American Journal of Archaeology, Volume 52, pp. 82 – 103.
- Sornig, Karl (2006). „The ultimate assessment”. Grazer Linguistische Studien (65), 151-155. o.
- Timm, Torsten (2004). „Der Diskos von Phaistos – Anmerkungen zur Deutung und Textstruktur”. Indogermanische Forschungen (109), 204-231. o. (PDF 0.5 Mb)
- Trauth, Michael: The Phaistos Disc and the Devil’s Advocate. On the Aporias of an Ancient Topic of Research. 1990, Glottometrika 12, pp. 151 – 173.
- Molnár Zsuzsa: A krétai képírás és a phaisztoszi korong https://www.academia.edu/112598611/A_kr%C3%A9tai_k%C3%A9p%C3%ADr%C3%A1s_%C3%A9s_a_phaisztoszi_korong